# Балтийский призыв
Балтийский призыв, или меморандум (эст. Balti apell, латыш. Baltijas harta или Baltiešu memorands, лит. 45 pabaltijiečių memorandumas) — открытое письмо 45 жителей Литовской, Латвийской и Эстонской ССР представителям ООН, СССР, ГДР и ФРГ, с призывом раскрыть секретные протоколы договора о ненападении между Германией и Советским Союзом и объявить недействительным присоединение Прибалтики к СССР.

## История
Меморандум был опубликован 23 августа 1979 года в 40-летнюю годовщину подписания договора Молотова-Риббентропа, в соответствии с которым СССР аннексировал в том числе Литву, Латвию и Эстонию.
Открытое письмо был опубликовано в зарубежной печати и легло в основу резолюции Европейского парламента от 13 января 1983 г. в поддержку его требований. В Советском Союзе письмо распространялось в самиздате.
Большинство подписантов подверглись репрессиям со стороны советских властей: допросам, обыскам, арестам и тюремному заключению.